# Marquesado de Atarfe
El marquesado de Atarfe es un título nobiliario español con grandeza de España. Fue creado con dicha grandeza por el rey Alfonso XIII, mediante Real Decreto del 6 de febrero de 1902 y Real Despacho del 3 de abril siguiente, en favor de Ana Germana Bernaldo de Quirós y Muñoz, González de Cienfuegos y Borbón, dama de las reinas María Cristina y Victoria Eugenia y de la Orden de María Luisa.
La concesionaria era hija de José María Bernaldo de Quirós y González de Cienfuegos, viii marqués de Campo Sagrado, embajador en Constantinopla, Atenas y San Petersburgo, diputado a Cortes, senador del Reino, caballero gran cruz de la Orden de Carlos III, maestrante de Granada y gentilhombre de Cámara de S.M. con ejercicio, y de María Cristina Muñoz y de Borbón, su mujer, i marquesa de la Isabela y vizcondesa de la Dehesilla, dama de la Orden de María Luisa; y nieta materna de la reina gobernadora María Cristina de Borbón, viuda que fue del rey Fernando VII, y de Agustín Fernando Muñoz y Sánchez, su segundo marido, i duque de Riánsares. Estuvo casada en primeras nupcias con Luis de Jesús de Borbón y Borbón (1864-1889), i duque de Ánsola, hijo de los infantes Sebastián Gabriel de Borbón y Braganza y María Cristina de Borbón y Borbón, su segunda mujer, hermana del rey Francisco de Asís.
La denominación se refiere a la villa y municipio andaluz de Atarfe, en la provincia de Granada.

## Lista de marqueses de Atarfe
|                           | Titular                                                 | Periodo                   |
| Creación por Alfonso XIII | Creación por Alfonso XIII                               | Creación por Alfonso XIII |
| ------------------------- | ------------------------------------------------------- | ------------------------- |
| I                         | Ana Germana Bernaldo de Quirós y Muñoz                  | 1902-1934                 |
| II                        | Manfredo Luis de Borbón y Bernaldo de Quirós            | 1942-1968                 |
| III                       | Francisco Javier Méndez de Vigo y del Arco              | 1968-2013                 |
| IV                        | Ignacio Olagüe y Méndez de Vigo                         | 2016-2018                 |
| V                         | Francisco Javier Méndez de Vigo y Mendes de Vasconcelos | 2018-hoy                  |

## Historia de los marqueses de Atarfe
La concesionaria fue

• Ana Germana Bernaldo de Quirós y Muñoz (1866-1934), i marquesa de Atarfe, dama de las reinas María Cristina y Victoria Eugenia y de la Orden de María Luisa.

Casó dos veces: en primeras nupcias con Luis de Jesús de Borbón y Borbón (1864-1889), i duque de Ánsola, grande de España, caballero gran cruz de las Órdenes portuguesas de Cristo y Avís y maestrante de Sevilla, hijo tercero de los infantes de España Sebastián Gabriel de Borbón y Braganza, infante también de Portugal, gran prior de San Juan, y María Cristina de Borbón y Borbón, su segunda mujer, hermana del rey Francisco de Asís.

Y en segundas casó con Manuel Méndez de Vigo y Méndez de Vigo, embajador de España de carrera, diputado a Cortes, gobernador civil de Guipúzcoa, gran cruz de Carlos III, gentilhombre de Cámara del rey Alfonso XIII con ejercicio y servidumbre, hijo de Felipe Méndez de Vigo y Osorio, de los condes de Santa Cruz de los Manueles, y de María de la Paz Méndez de Vigo y Oraá.

Por acuerdo de la Diputación de la Grandeza de 1942 y Carta del 4 de abril de 1952, sucedió su hijo del primer matrimonio:

• Manfredo Luis de Borbón y Bernaldo de Quirós (1889-1979), i duque de Hernani y iii de Ánsola, ii marqués de Atarfe, tres veces grande de España, diputado y procurador en Cortes, caballero de la Orden del Toisón de Oro, bailío gran cruz de la de Malta, grandes cruces de las de Carlos III y la Beneficencia y de las portuguesas de Cristo y Avís, comendador de la Legión de Honor francesa, maestrante de Granada, medalla de oro y gran placa de la Cruz Roja Española, gobernador de la Liga de Sociedades de la Cruz Roja y miembro de su Consejo de Gobernadores, etc.

Casó dos veces: la primera en 1920 con Leticia Santa Marina y Romero (1899-1925). Sin descendencia.

Y en segundas nupcias casó con María Teresa Mariátegui y Arteaga, hija de Jaime Mariátegui y Pérez de Barradas, grande de España y conde de Quintana de las Torres, gentilhombre de Cámara de S.M. con ejercicio y servidumbre, y de María Josefa de Arteaga y Echagüe, xv marquesa de La Guardia, de los duques del Infantado. Sin descendencia. 

Por cesión del anterior y Carta del 17 de diciembre de 1968, sucedió su sobrino (hijo de Manuel Méndez de Vigo y Bernaldo de Quirós, su hermano uterino, nacido del segundo matrimonio de la primera marquesa, y de María del Consuelo del Arco y Cubas, su mujer, de los condes de Arcentales)

•  Francisco Javier Méndez de Vigo y del Arco (1920-2013), iii marqués de Atarfe, caballero de la Orden de Malta.

Casó con María de las Angustias Pérez-Seoane y Roca de Togores, hija de Juan Nepomuceno Pérez-Seoane y Roca de Togores, i conde de Riudoms, de los duques de Pinohermoso, y de María de las Angustias Roca de Togores y Pérez del Pulgar, su segunda mujer, de los marqueses de Alquibla.

Por Real Carta del 27 de mayo de 2016, sucedió su nieto

•  Ignacio Olagüe y Méndez de Vigo, iv marqués de Atarfe, que en 2018 fue desposeído del título por sentencia judicial.

En ejecución de sentencia, y por Orden publicada en el BOE del 15 de octubre de 2018, sucedió su primo (hijo de Francisco Javier Méndez de Vigo y Pérez-Seoane y de María José da Cunha Mendes de Vasconcelos y Guimarães, su mujer, y nieto también del iii marqués)

• Francisco Javier Méndez de Vigo y Mendes de Vasconcelos, v y actual marqués de Atarfe, grande de España.